# Casa consistorial (Valencia)
La Casa consistorial di Valencia (in spagnolo Casa consistorial de Valencia; in catalano Palau consistorial de València) è la sede del governo comunale di Valencia.
L'edificio si trova in Plaça de l'Ajuntament ed è composto da due corpi di fabbrica costruiti in tempi diversi: la Casa de Enseñanza, costruita su iniziativa dell'arcivescovo Andrés Mayoral tra il 1758 e il 1763, e il fabbricato che costituisce la facciata principale, realizzato tra il 1920 e il 1930.
Dal novembre 1936 all'ottobre 1937, quando Valencia divenne la capitale della Seconda Repubblica durante le prime fasi della guerra civile, l'edificio divenne la sede ufficiale delle Corti repubblicane. Per questa ragione l'edificio venne bombardato il 28 maggio 1937 dall'Aeronautica Italiana a supporto della fazione nazionalista.
L'edificio comprende anche il Museo Storico Comunale ed è stato dichiarato Bien de Interés Cultural nel 1962.

## Galleria d'immagini

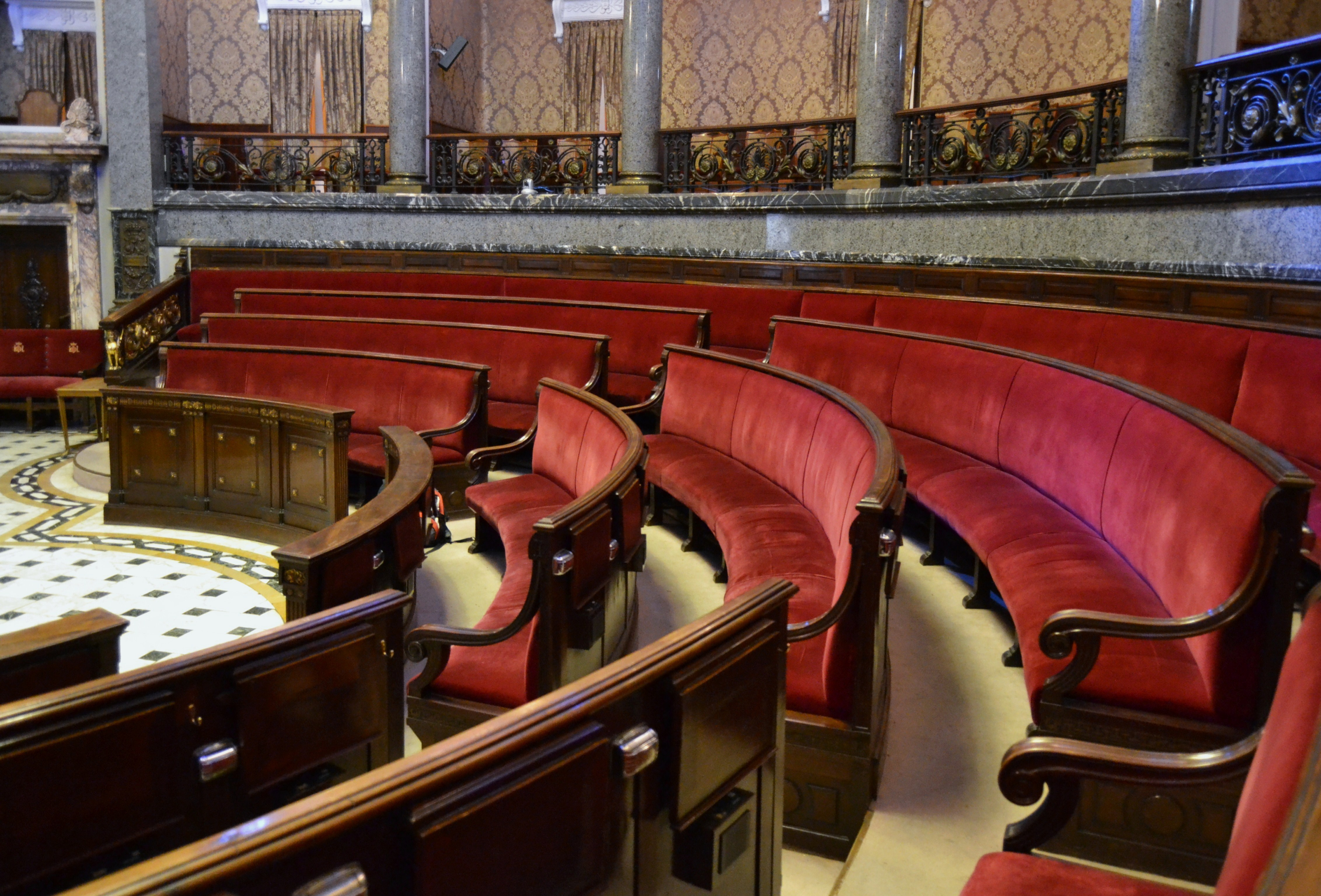
Camera di discussione
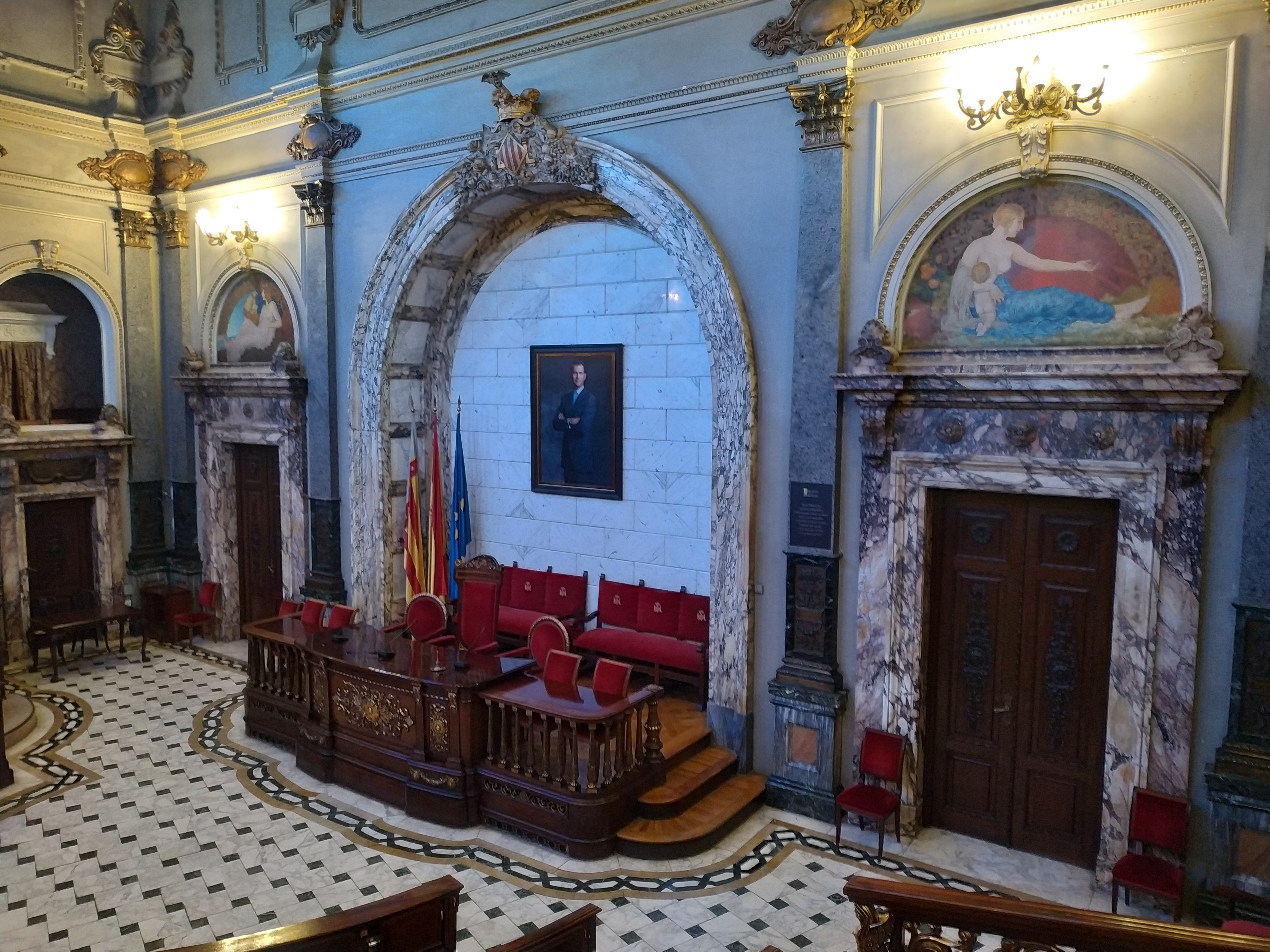
Posti dei relatori
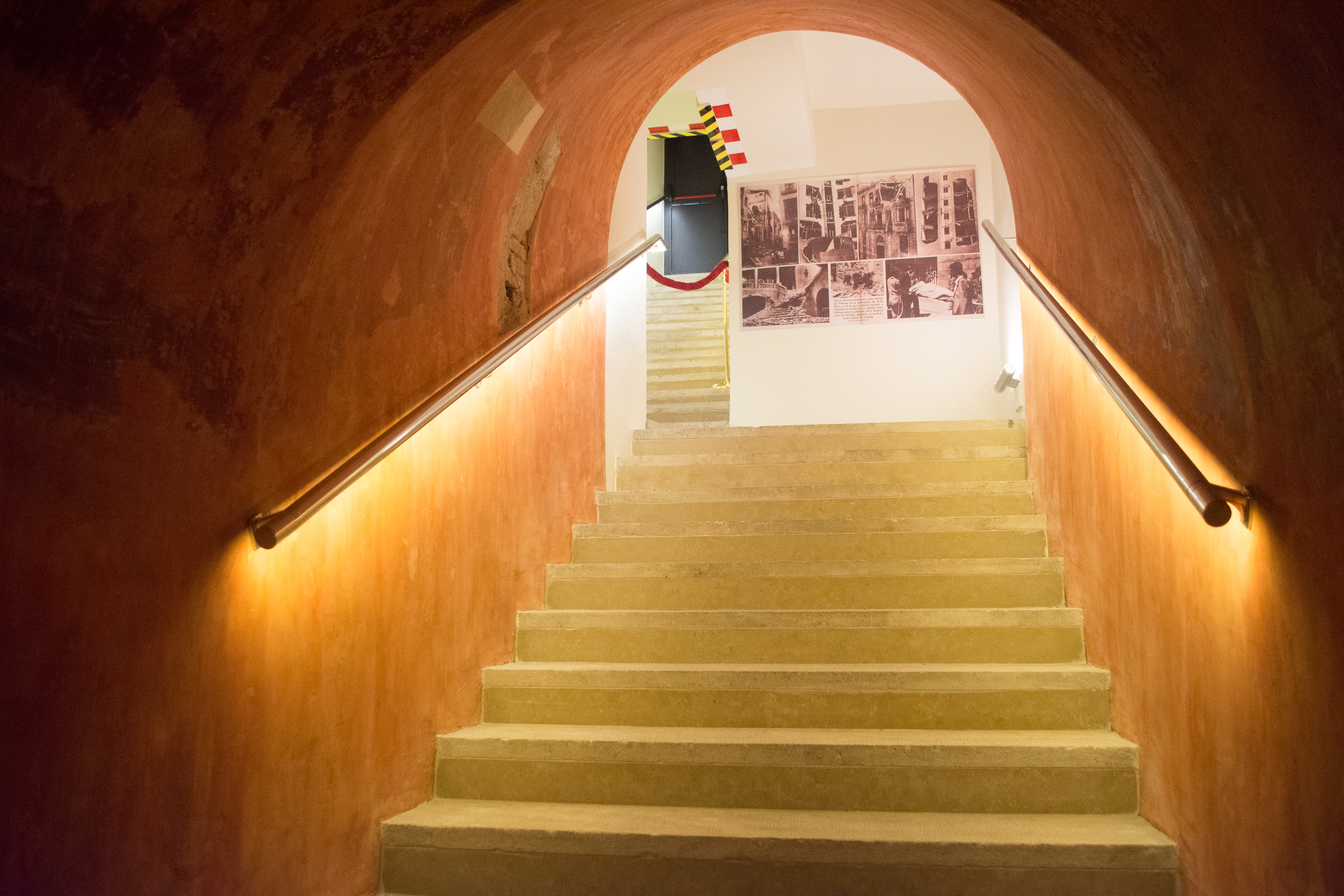
Rifugio antiaereo della guerra civile